# La Gazette (Francie)
La Gazette, od roku 1762 La Gazette de France byly druhé nejstarší francouzské noviny. Vycházely v letech 1631 až 1915.

## Ancien régime
List založil v roce 1631 lékař Théophraste Renaudot. V době, kdy jej vedl, byly noviny loajální ke králi Ludvíkovi XIII. a jeho prvnímu ministrovi kardinálu Richelieuovi, který jim také zařídil monopol. Čtenáře podrobně informovaly o dění v královské rodině a u královského dvora. Richelieu ovlivňoval obsah La Gazette pomocí svých spolupracovníků, např. Françoise du Tremblaye a někdy do nich i sám přispíval. Pokud to vláda potřebovala, byly některé zprávy vytištěny se značným zpožděním nebo případně nebyly zveřejněny vůbec.
Noviny obsahovaly nejdříve čtyři, pak osm a nakonec dvanáct stran. První čtyři strany přinášely informace z oblasti politiky, ekonomiky a kultury, zbylé čtyři ze zahraničí. Jejich koupi si mohli dovolit spíše bohatší lidé, ti ostatní si je mohli za poplatek přečíst v obchodě nebo u stánku postaveném na Pont-Neuf. V roce 1638 mělo jedno číslo 1200 výtisků.
La Gazette vycházely zpočátku jednou týdně, za Ludvíka XIV. dvakrát za týden. V roce 1762 byly přejmenovány na La Gazette de France, v osmdesátých letech 18. století činil náklad jednoho čísla 12 000 kusů. Až do francouzské revoluce se jednalo o jediné noviny, které měly povolení zveřejňovat nejnovější politické informace.

## Od konce 18. století
Během revoluce, roku 1792, začaly vycházet denně a došlo také několikrát k jejich přejmenování – v roce 1792 na Gazette nationale de France, v lednu roku 1793 na Gazette de France nationale a od roku 1794 do roku 1797 nesly noviny opět jméno Gazette nationale de France. Poté se jim vrátil původní název Gazette de France.
Poslední číslo vyšlo v roce 1915.